# Finale Europacup II 1967
De finale van de Europacup II van het seizoen 1966/67 werd gehouden op 31 mei 1967 in het Stadion Nürnberg in Neurenberg. Bayern München nam het in eigen land op tegen het Schotse Glasgow Rangers. Bayern won met het kleinste verschil na verlenging en mocht zo zijn eerste Europese trofee in ontvangst nemen.

## Wedstrijd
|                   |                |              |                 |                                                                                              |
| 31 mei 1967 19:30 | Bayern München | 1 – 0 (n.v.) | Glasgow Rangers | Stadion Nürnberg, Neurenberg Toeschouwers: 69.480 Scheidsrechter: Concetto Lo Bello (Italië) |
| 31 mei 1967 19:30 | Roth 109'      |              |                 | Stadion Nürnberg, Neurenberg Toeschouwers: 69.480 Scheidsrechter: Concetto Lo Bello (Italië) |

| Bayern München | Glasgow Rangers |

| Bayern München:  |    |                     |
|                  |    |                     |
| GK               | 1  | Sepp Maier          |
| RB               | 6  | Hans Nowak          |
| CB               | 5  | Franz Beckenbauer   |
| CB               | 2  | Peter Kupferschmidt |
| LB               | 3  | Werner Olk          |
| RM               | 7  | Rudolf Nafziger     |
| CM               | 4  | Franz Roth          |
| CM               | 10 | Dieter Koulmann     |
| LM               | 11 | Dieter Brenninger   |
| CF               | 8  | Rainer Ohlhauser    |
| CF               | 9  | Gerd Müller         |
| Coach:           |    |                     |
| Zlatko Čajkovski |    |                     |

| Glasgow Rangers: |    |                  |
|                  |    |                  |
| GK               | 1  | Norrie Martin    |
| RB               | 2  | Kai Johansen     |
| CB               | 4  | Sandy Jardine    |
| CB               | 5  | Ronnie McKinnon  |
| LB               | 3  | David Provan     |
| RM               | 7  | Willie Henderson |
| CM               | 6  | John Greig       |
| CM               | 8  | Dave Smith       |
| LM               | 11 | Willie Johnston  |
| CF               | 9  | Roger Hynd       |
| CF               | 10 | Alex Smith       |
| Coach:           |    |                  |
| Scot Symon       |    |                  |

1960/61 · 1961/62 · 1962/63 · 1963/64 · 1964/65 · 1965/66 · 1966/67 · 1967/68 · 1968/69 · 1969/70 · 1970/71 · 1971/72 · 1972/73 · 1973/74 · 1974/75 · 1975/76 · 1976/77 · 1977/78 · 1978/79 · 1979/80 · 1980/81 · 1981/82 · 1982/83 · 1983/84 · 1984/85 · 1985/86 · 1986/87 · 1987/88 · 1988/89 · 1989/90 · 1990/91 · 1991/92 · 1992/93 · 1993/94 · 1994/95 · 1995/96 · 1996/97 · 1997/98 · 1998/99